# Districte de Liptovský Mikuláš
El districte de Liptovský Mikuláš - (eslovac) Okres Liptovský Mikuláš - és un dels 79 districtes d'Eslovàquia. Es troba a la regió de Žilina. Té una superfície de 1341,03 km², i el 2024 tenia 71.186 habitants. La capital és Liptovský Mikuláš.

## Demografia
| Godina             | 1994   | 2004   | 2014   | 2024   |
| ------------------ | ------ | ------ | ------ | ------ |
| Nombre de persones | 74.566 | 73.549 | 72.513 | 71.186 |
| Diferència         |        | −1,36% | −1,40% | −1,83% |

| Godina             | 2023   | 2024   |
| ------------------ | ------ | ------ |
| Nombre de persones | 71.405 | 71.186 |
| Diferència         |        | −0,30% |

## Llista de municipis

### Ciutats
- Liptovský Mikuláš
- Liptovský Hrádok

### Pobles
Beňadiková | Bobrovček | Bobrovec | Bobrovník | Bukovina | Demänovská Dolina | Dúbrava | Galovany | Gôtovany | Huty | Hybe | Ižipovce | Jakubovany | Jalovec | Jamník | Konská | Kráľova Lehota | Kvačany | Lazisko | Liptovská Anna | Liptovská Kokava | Liptovská Porúbka | Liptovská Sielnica | Liptovské Beharovce | Liptovské Kľačany | Liptovské Matiašovce | Liptovský Ján | Liptovský Ondrej | Liptovský Peter | Liptovský Trnovec | Ľubeľa | Malatíny | Malé Borové | Malužiná | Nižná Boca | Partizánska Ľupča | Pavčina Lehota | Pavlova Ves | Podtureň | Pribylina | Prosiek | Smrečany | Svätý Kríž | Trstené | Uhorská Ves | Vavrišovo | Važec | Veľké Borové | Veterná Poruba | Vlachy | Východná | Vyšná Boca | Závažná Poruba | Žiar